# When the Whip Comes Down
"When the Whip Comes Down" är en rocklåt som utgör andra spår Rolling Stones album Some Girls, utgivet den 9 juni 1978. Låten skrevs av Mick Jagger och Keith Richards och spelades in mellan oktober och december 1977 i Pathé Marconi Studios i Paris, Frankrike.
Jaggers text beskriver en homosexuell mans upplevelser av att vara annorlunda skapt. "Yeah, mama and papa told me / I was crazy to stay / I was gay in New York / A fag in L.A. / So I saved my money / And I took a plane / Wherever I go they treat me the same"(" Ja, mamma och pappa sa till mig / Jag var tokig om jag stannade / Jag var bög i New York / En homo i L.A. / Så jag sparade mina pengar / Och jag tog ett plan / Vart jag än åker behandlar de mig likadant.") är den inledande strofen och refrängen lyder: "When the whip comes down" (x4) (" Då piskan viner")
Den fyra minuter och 20 sekunder långa låten har drag av punkmusik, en musikstil som var på modet i slutet av 1970-talet.

## Medverkande musiker
- Mick Jagger - elgitarr, sång och bakgrundssång
- Ron Wood - elgitarr, pedal steel guitar och bakgrundssång
- Keith Richards - elgitarr och bakgrundssång
- Bill Wyman - elbas
- Charlie Watts- trummor

## Källa
http://keno.org/stones_lyrics/whenthewhipcomesdownhtlm